# Кузнечная улица (Чернигов)
Кузнечная улица (укр. Ковальська вулиця) — улица в Новозаводском районе города Чернигова. Пролегает от тупика, что севернее улицы Ремзаводская, до безымянного проезда.
Нет примыкающих улиц.

## История
Улица начала застраиваться в 1950-е годы поблизости к заводу «Октябрьский молот».
24 декабря 2015 года укр. Кузнечна вулиця переименована на укр. Ковальська вулиця исходя из норм правописания украинского языка, согласно Распоряжению городского главы В. А. Атрошенко Черниговского городского совета № 308-р «Про переименование улиц города» («Про перейменування вулиць міста»)

## Застройка
Парная и непарная стороны улицы заняты усадебной застройкой. 
Учреждения: нет. 